# Apolônio de Carvalho
Apolônio de Carvalho (Corumbá, 9 de fevereiro de 1912 — Rio de Janeiro, 23 de setembro de 2005) foi um militante comunista brasileiro,  também reconhecido como combatente das Brigadas Internacionais, na Guerra Civil Espanhola, e herói da Resistência Francesa, durante a Segunda Guerra Mundial.

## Vida
Apolônio de Carvalho foi uma figura ímpar no cenário da vida política brasileira. Poucos como ele viveram com tanta intensidade a «paixão» que o impeliu, desde os seus anos de cadete da Escola Militar de Realengo, a engajar-se na luta pelos ideais socialistas e contra os regimes de opressão, com uma dedicação que se manifestou em todos os episódios vividos: da militância no Partido Comunista Brasileiro (PCB) e na ANL (Aliança Nacional Libertadora) à participação na Guerra Civil Espanhola e na Resistência Francesa contra o fascismo; da luta clandestina contra o período militar no Brasil, como membro do PCBR, à militância no PT, desde o momento da fundação do partido até sua morte.
Apolônio de Carvalho era filho de um soldado sergipano e de mãe gaúcha. Teve contato com a política bem jovem, na época em que cursou a escola militar, conforme disse à revista Teoria e Debate em 1989: "Em fins de 1933 eu já era oficial, achava que era necessário mudar a sociedade brasileira", contou ele.
Dois anos depois, ajudou a criar a ANL: "um colega do Rio Grande do Sul, um capitão do Exército, me falou da ANL (…) Então, eu participei da organização dessa frente popular", sendo considerado um traidor, por passar a não comungar mais com os valores que defendia e não se afastou da carreira militar.
Preso em 1936 pelo governo de Getúlio Vargas, tem sua patente militar destituída, sendo expulso do Exército.
Com a saída da prisão em junho de 1937, Apolônio ingressa no Partido Comunista Brasileiro (PCB). Segundo disse Apolônio a Teoria e Debate, o ideário do PCB "era muito parecido com o da ANL: contra os monopólios estrangeiros, pela reforma agrária, pela autonomia sindical, pelas liberdades sindicais, pelas amplas conquistas sociais". Recebe a orientação de embarcar para a Espanha onde, juntamente com outros vinte brasileiros, combaterá nas Brigadas Internacionais ao lado das forças Republicanas contra os fascistas liderados pelo general Francisco Franco.

Apolônio de Carvalho, anos 1970. Arquivo Nacional.

Apolônio deixa a Espanha juntamente com as Brigadas Internacionais em fevereiro de 1939 e parte para a França, onde permanece em campos de refugiados até maio de 1940, quando consegue fugir do campo de Gurs, dirigindo-se a Marselha. É nesta cidade portuária que ele ingressa na Resistência Francesa, em 1942, da qual se torna comandante da guerrilha dos partisans para a região sul, com sede em Lyon. É também em 1942 que conhece Renée France Laugery, uma jovem de 17 anos, militante comunista da Resistência, que se tornaria sua companheira para o resto da vida. Em janeiro de 1944, Apolônio e Renée se instalam em Nîmes, onde em fevereiro, se organiza o ataque à prisão daquela cidade, libertando 23 militantes da Resistência. Em maio, mudam-se para Toulouse. Em agosto, Apolônio comanda a liberação de Carmaux, Albi e Toulouse. Em novembro, nasce o primeiro filho do casal, René-Louis. Por sua coragem, Apolônio é considerado um herói na França, onde foi condecorado com a Legião de Honra.
O fim da guerra encontra a família em Paris, de onde embarca no ano seguinte para o Rio de Janeiro. Em 1947 nasce o segundo filho do casal, Raul. Apolônio, Renée e as duas crianças passam a viver na clandestinidade, militando entre Rio e São Paulo até 1953, quando ele parte para um curso na União Soviética que dura cerca de quatro anos. Em 1955, Renée o encontra em Moscou e, em 1957, a família está de volta ao Brasil, vivendo na semilegalidade, situação que se estende até o golpe militar de 1964.
Na década de 1960, participou da oposição popular ao regime militar. Logo após o golpe de 1 de abril de 1964, Apolônio passa a viver em profunda clandestinidade no estado do Rio de Janeiro, longe da família. Em consequência das divergências com o Comitê Central do Partido Comunista (do qual era membro) Apolônio e a Corrente Revolucionária do Estado do Rio deixam o PCB, em 1967. Em abril do ano seguinte, juntamente com Mário Alves, Jacob Gorender e outros dissidentes, Apolônio fundará o PCBR (Partido Comunista Brasileiro Revolucionário).
Em janeiro de 1970, no bojo de quedas que atingiram dezenas de militantes do PCBR, Apolônio e Mário Alves são presos no Rio e Jacob Gorender em São Paulo. Todos são interrogados e Mário Alves, desaparecido. Em fevereiro, os filhos Raul e René-Louis também são presos.
Em junho, Apolônio e outros 39 presos políticos brasileiros chegam a Argel, trocados pelo embaixador da Alemanha Ocidental, Ehrenfried von Holleben, sequestrado no Rio de Janeiro, numa ação conjunta da Ação Libertadora Nacional (ALN) e da Vanguarda Popular Revolucionária (VPR). René-Louis será libertado em 1971, trocado (juntamente com 69 outros presos políticos) pelo embaixador da Suíça, Giovanni Bucher. Raul sai da prisão no ano seguinte. Depois disso que Renée deixa o Brasil e a família se reúne em Paris.
Durante os anos que teve de ficar fora das terras brasileiras, mantém contato com o Brasil e se articula com os exilados no exterior. A volta ao Brasil será em outubro de 1979, depois da Anistia de agosto daquele ano.

Apolônio de Carvalho e sua esposa, Renée de Carvalho. Arquivo Nacional.

No fim dos anos 1970, aproximou-se dos grupos que então trabalhavam para criar o PT, tornando-se um de seus fundadores. "Nós tivemos uma imensa simpatia pelo PT", disse ele. "Em fevereiro de 1980, quando se lança (o partido) oficialmente, vemos o primeiro partido de esquerda em todo o século que pleiteia, como um de seus traços essenciais, a conquista da legalidade".
Permanece na direção do novo partido até 1987, quando se afasta por orientação médica.
"Apesar das limitações da saúde e da idade, Apolônio prossegue um militante que não se furtará jamais aos debates e à manifestação pública de suas posições de socialista convicto. Um socialista que soube combater criticamente as distorções do socialismo real⁣, mas que, nem por isto (ou por isto mesmo), a queda do muro de Berlim ou o diversionismo das teorias propagadas pelo capital conseguiram dobrar."

## Homenagem
Em sua homenagem, em 02 de junho de 2006, foi inaugurado, pelo prefeito da cidade de Niterói, Godofredo Pinto, o viaduto Apolônio de Carvalho. Construído na Estrada Velha de Itaipu, depois que parte da estrada desabou com o efeito das fortes chuvas que castigaram Niterói em dezembro do ano de 2005.

## Filmografia
- Vale a pena sonhar. Documentário dirigido por Stela Grisotti e Rudi Böhm. Cinematográfica Superfilmes,[9] 2003, 74 min.[10]